# Leptohymenium stramineum
Leptohymenium stramineum är en bladmossart som beskrevs av Georg Friedrich von Jaeger 1878. Leptohymenium stramineum ingår i släktet Leptohymenium och familjen Hylocomiaceae. Inga underarter finns listade i Catalogue of Life.